# Maison du Tonlieu
La Maison du Tonlieu (Tolhuisje en néerlandais) est une maison classée de style Renaissance située au centre de la ville de Gand (Gent), dans la province de Flandre-Orientale en Belgique.

## Localisation
La minuscule Maison du Tonlieu est située au n° 11 du quai aux Herbes (Graslei), un quai situé le long de la Lys (affluent de l'Escaut) au bord duquel se dressent de nombreuses autres maisons anciennes, parmi lesquelles la maison romane de Gand, la maison De Beerie, la  Maison Den Enghel, la Maison des Mesureurs de grains et la Maison des Francs-Bateliers.

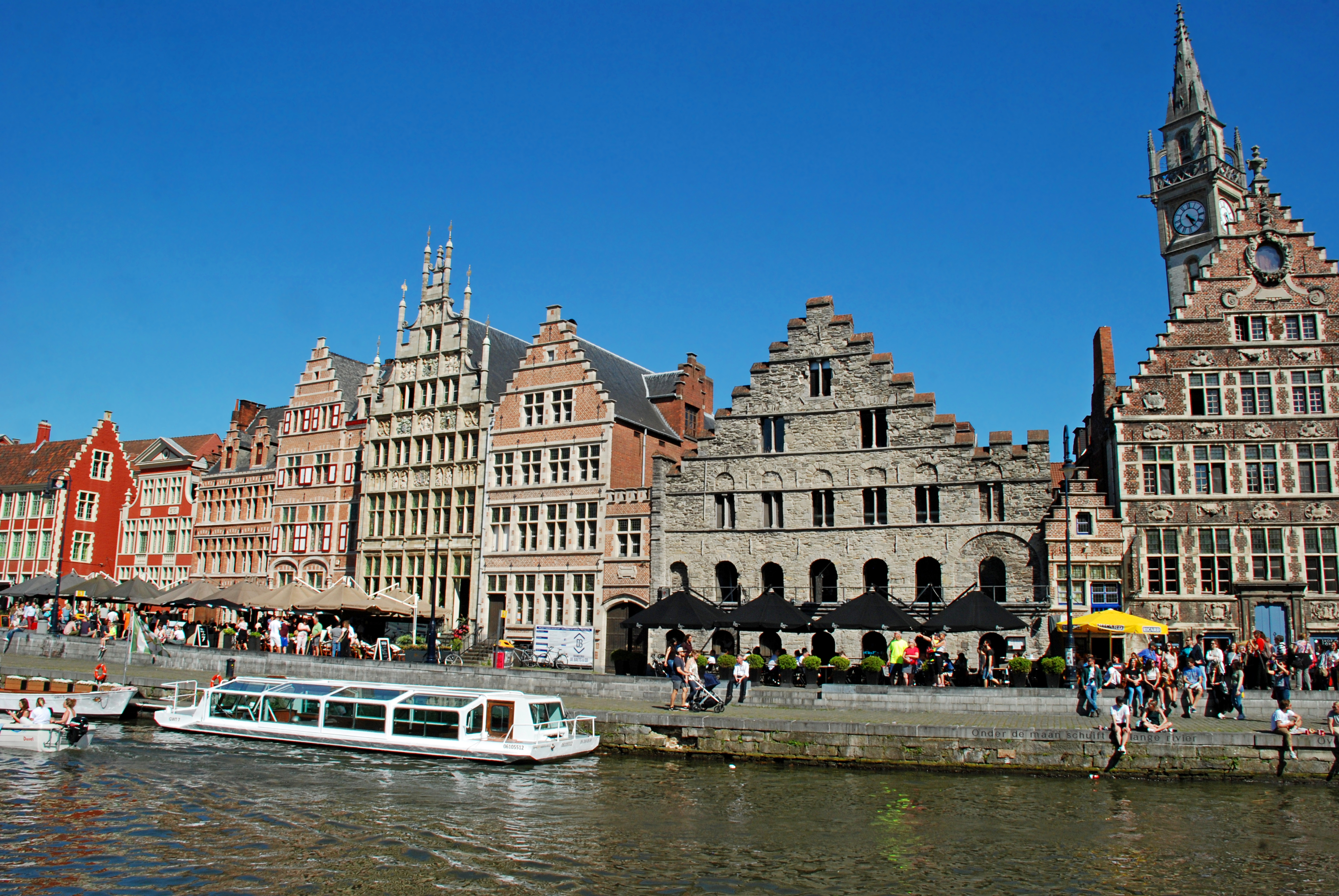
Quai aux Herbes (Graslei).
La minuscule Maison du Tonlieu se situe à droite de la Maison romane.

## Historique

### Le port Tusschen Brugghen
À la fin du XIIe siècle, la ville de Gand, qui était déjà un centre lainier et avait le droit d'entreposer les céréales, reçoit une charte communale du comte Philippe d'Alsace.
Ceci favorise le développement du port de commerce sur la Lys appelé Tusschen Brugghen (Entre Ponts), à hauteur des quais aux Herbes (Graslei) et aux Grains (Korenlei) actuels. Le port devient encore plus important au XIIIe siècle grâce au percement en 1251-1269 du canal de la Lieve qui relie Gand à la mer du Nord.
La plupart des maisons qui se dressent le long du quai aux Herbes (Graslei) avaient un rapport avec les activités portuaires.

### La Maison du Tonlieu
Comme l'indique le cartouche sur sa façade, la Maison du Tonlieu, la plus petite du marché aux Herbes, a été construite en 1682, en style Renaissance.
Elle servait de bureau aux percepteurs municipaux chargés de percevoir les droits d'entreposage. Selon Charles-Louis Diericx, dans ses Mémoires sur la ville de Gand, « La maison était appelée het tol-huus van den coerne parce qu'il falloit y payer le tonlieu établi sur les blés. ».
La maison a été rénovée en 1912, comme l'indique la plaque « Hersteld in 1912 » apposée sur la façade entre les deux cartouches « Anno » et « 1682 ».
Elle abrite actuellement une taverne appelée simplement « Tolhuisje ».
La maison du Tonlieu est classée comme monument historique depuis le 1er avril 1952 et figure à l'inventaire du patrimoine immobilier de la Région flamande sous la référence 24759.

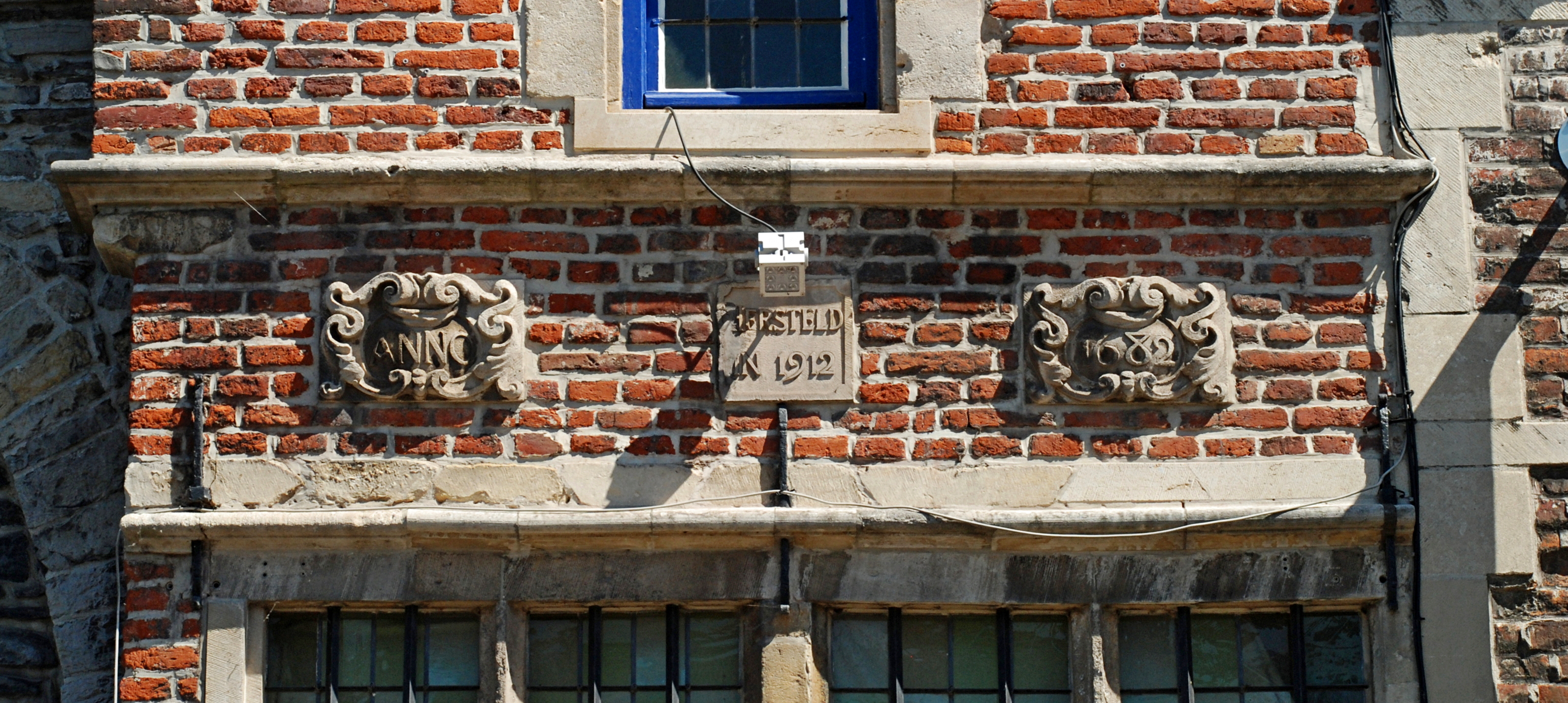
Cartouches « Anno » et « 1682 ».

## Architecture
La Maison du Tonlieu présente une minuscule façade de deux travées en briques et en pierre blanche.
Elle compte trois niveaux de fenêtres, toutes peintes en bleu vif, et huit registres séparés par de puissants cordons de pierre.
Le rez-de-chaussée est percé d'une porte d'entrée et d'une fenêtre carrée sur un soubassement en pierre blanche.
Le premier étage, à la structure assez similaire, est percé, à droite, d'une porte-fenêtre à balustrade et imposte et, à gauche, d'une fenêtre à croisée, avec une allège en briques agrémentée de la plaque (moderne) portant l'enseigne de la taverne, meneau et traverse en pierre, et imposte.
Le registre qui surmonte le premier étage est orné de deux cartouches « Anno » et « 1682 », encadrant la plaque « Hersteld in 1912 » (Rénové en 1912).
La façade se termine par un pignon à gradins percé d'une fenêtre axiale et dont les gradins ne font qu'un avec les cordons de pierre blanche.

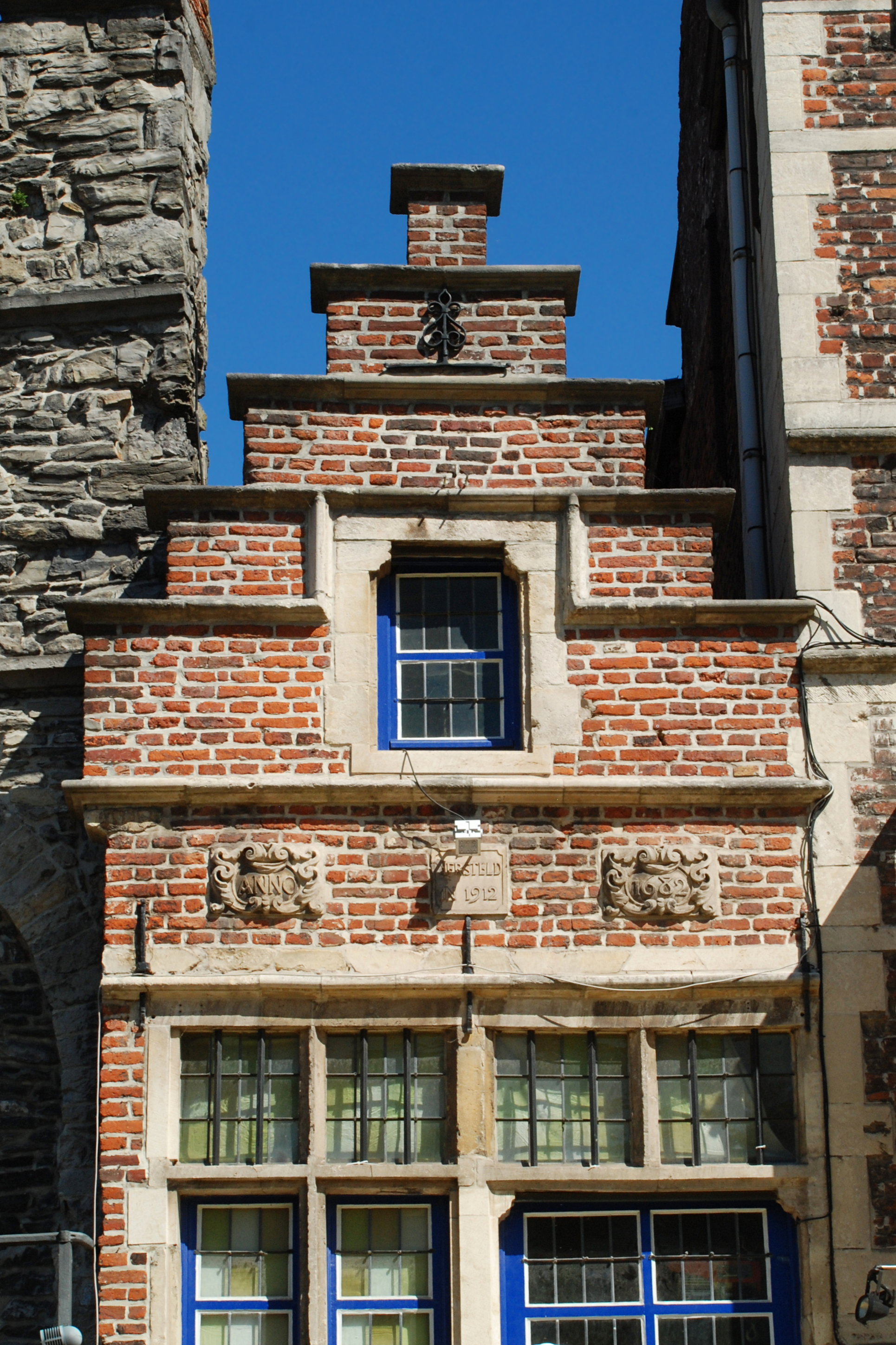
Pignon.
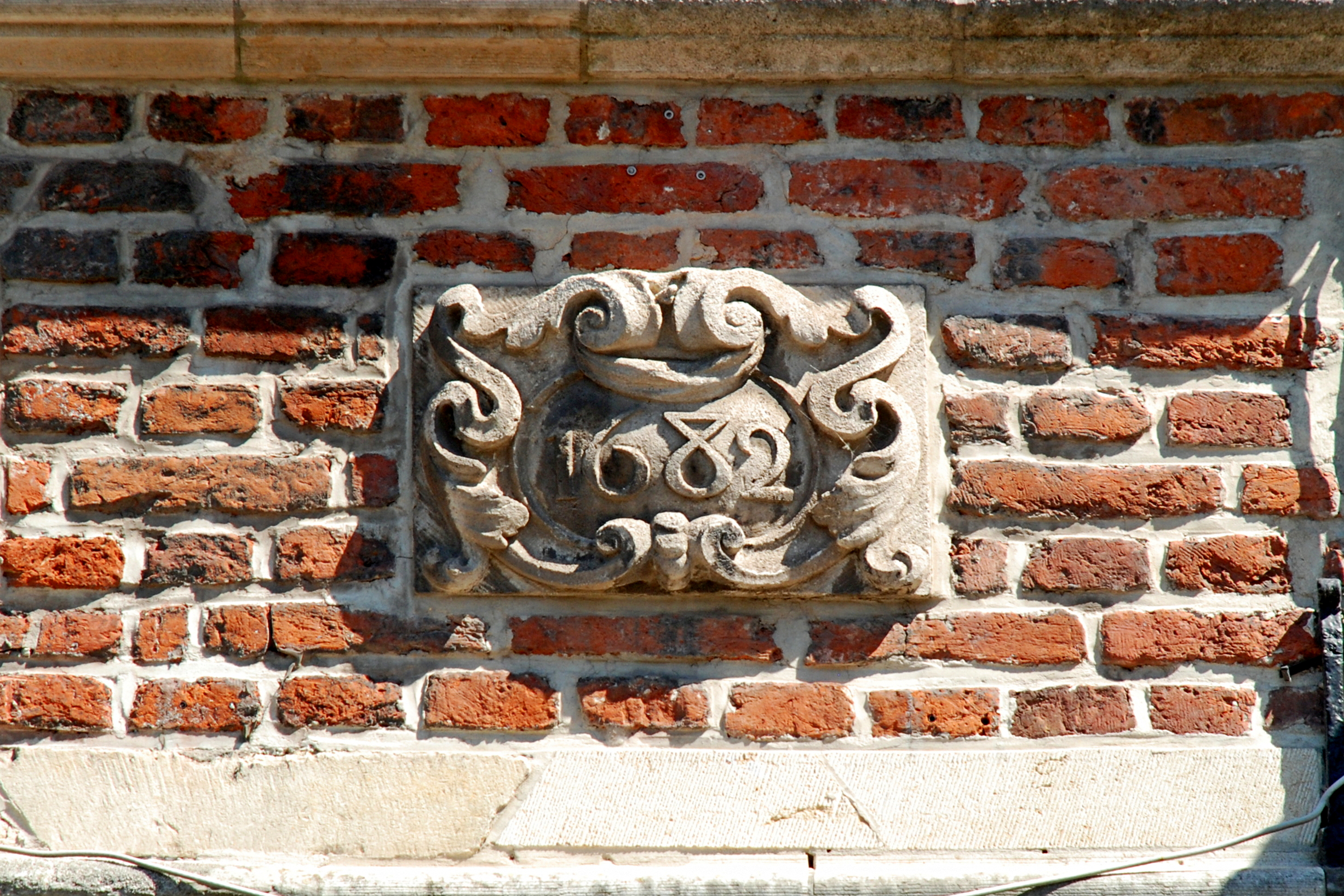
Cartouche « 1682 ».
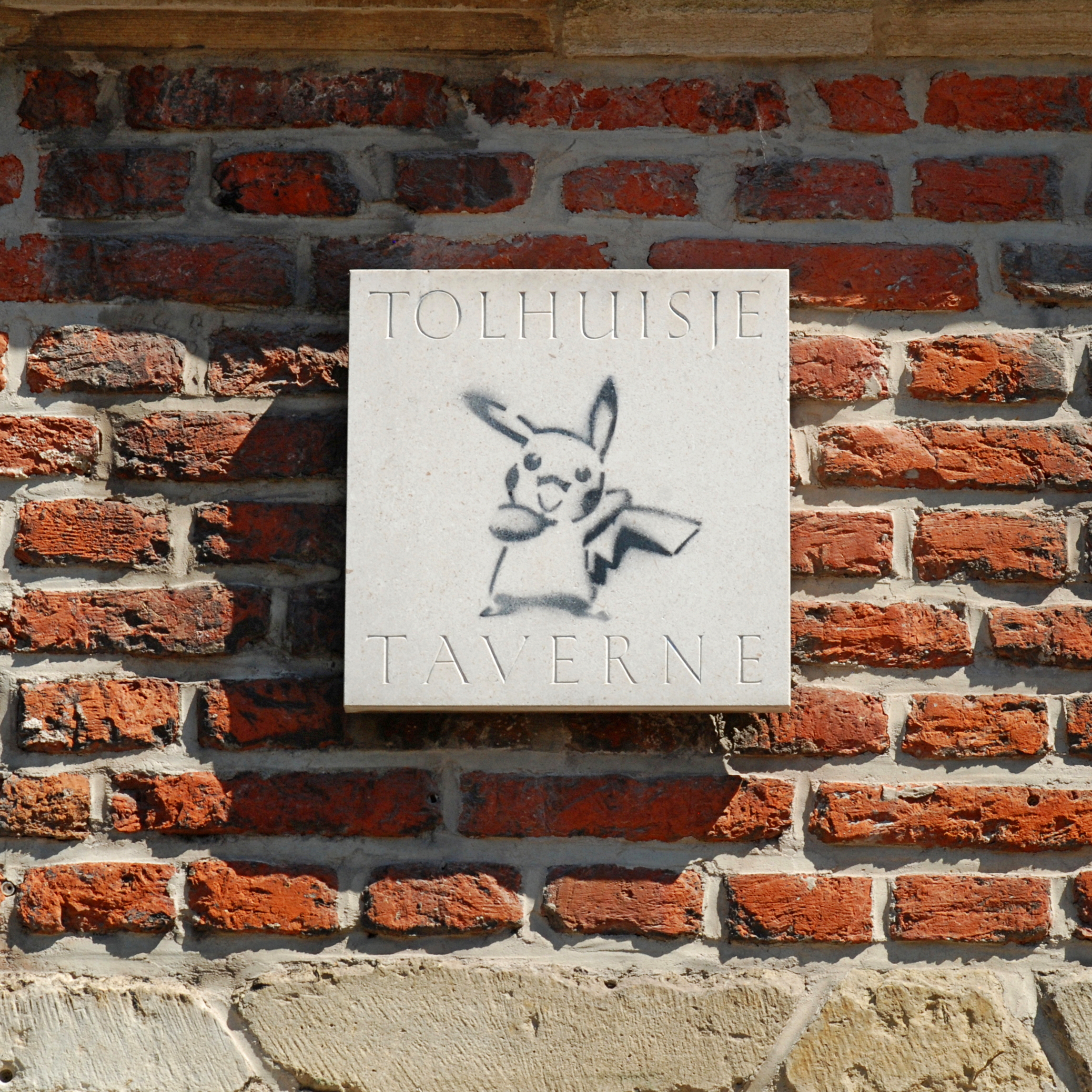
Enseigne de la taverne.